# ドネツク人民共和国

ドネツク人民共和国
Донецкая Народная Республика

国歌: 讃えを受けよ、我が人民の共和国よ
旧国歌 : 立ち上がれ、ドンバス
(2014〜2015)

1. 

ドネツク人民共和国（ドネツクじんみんきょうわこく、ロシア語: Донецкая Народная Республика、頭文字: ДНР、ウクライナ語: Донецька народна республіка、英語: Donetsk People's Republic、略称: DPR）は、ウクライナのドネツィク州（ロシア語名ドネツク）においてロシアへの編入を求めていた親ロシア派反政府勢力である。2014年に武装蜂起してドネツィク州の一部を実効支配し、一方的に「独立」したと宣言、域内の最大の都市ドネツクを「首都」であると自称した。2022年9月下旬にドネツクを含むドネツク人民共和国支配地域（ロシア占領地域）にてロシアへの併合を問う住民投票が執行され、賛成多数になったとして9月30日にロシアのウラジーミル・プーチン大統領が併合を宣言、編入条約に調印し、10月4日にロシア議会が条約を批准し翌5日に必要な法律が成立したため、「独立国家」としてのドネツク人民共和国は消滅した。ウクライナ並びに西側諸国は住民投票や併合宣言の有効性を認めていない。ドネツィク人民共和国ともされる。

## 概要
ドネツク人民共和国（以降DPR）は尊厳の革命及び親露派騒乱の余波で、武装勢力が「ルガンスク人民共和国」（以降LPR）、「クリミア共和国」、「ハリコフ人民共和国」とともにウクライナから一方的に「独立」を宣言した。「独立」宣言後、ウクライナとの武力紛争が続いており、LPRとDPRはロシアの支援を受けている。NATOとウクライナによると、ロシアは反政府勢力に軍事的な援助も行っており、ロシアはかつてこの主張を否定していた。
ウクライナ政府はDPRとLPRの両方をテロ組織とみなしている。ウクライナはそれらの地域をロシアの軍事介入の結果、クリミア自治共和国とセヴァストポリとともにロシアに一時占領されたウクライナの4地域（一時的占領地域）のうちの2地域と考えている。DPRとウクライナ政府は、ドネツク州の総人口の半分以上にあたる約200万の人がDPR保有地域（2022年2月24日以前のもの）に住むと推定している。反乱軍の支配地域の面積はドネツク州の大半に至らず、7,853km2（3,032平方マイル）のみ（2022年2月24日以前）であるが、ドネツク（首都）、マケエフカ、ゴルロフカなどの主要都市を掌握している。
2022年2月21日、国連加盟国としては初めて、ロシアが正式にDPRとLPRを「独立国家」と承認した。ロシアは2017年2月から、DPRが発行する身分証明書、卒業証書、出生・結婚証明書、車両ナンバープレートをすでに承認してきた。これに対してロシアは国際社会から強い非難を浴びている。両「共和国」は2021-2022年のロシア・ウクライナ危機の中心となっている。

## 名称
ロシア語で正式国名は Донецкая Народная Республика（ラテン文字表記：Donetskaya Narodnaya Respublika）で、略称はДНР（DNR）。ウクライナ語で正式国名は Донецька Народна Республіка（Donetsʹka Narodna Respublika）で、略称はロシア語と同じ。英語表記は Donetsk People's Republic で、略称はDPR。
日本語ではロシア語発音に従ったドネツクとウクライナ語発音に従ったドネツィクの2通りの表記が見られるが、外務大臣の談話や国内の主要メディアではロシア語に由来するドネツク表記が用いられている。また独立を認めない立場に立って括弧表記（「ドネツク人民共和国」）も見られる。Twitterなどのソーシャルメディアでは略称もしくは俗称としてド人共の呼称が見受けられている。

## 歴史

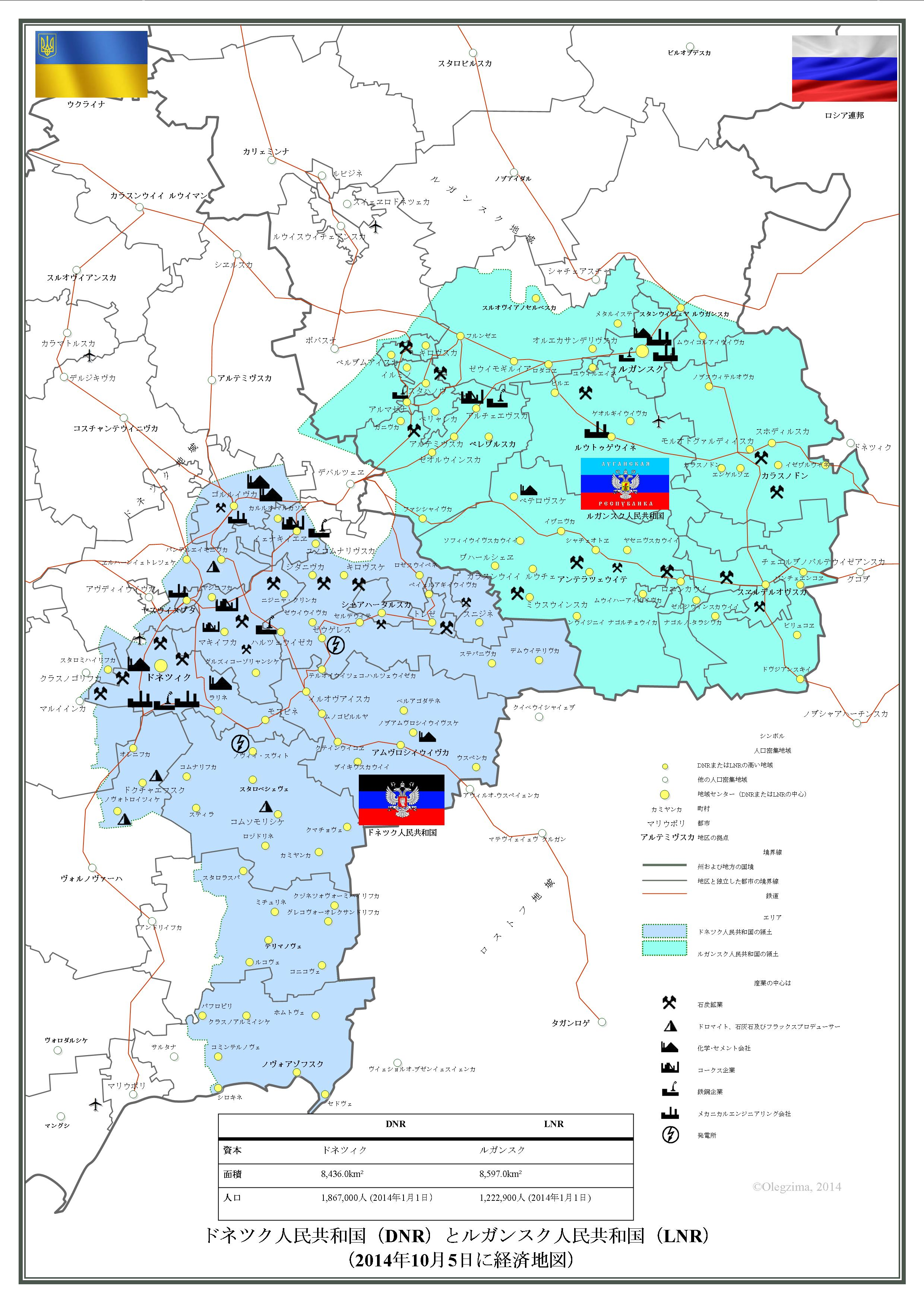
ドネツク人民共和国（DNR）とルガンスク人民共和国（LNR）（2014年10月5日に経済地図）

ウクライナ侵攻以前のドネツィク州内での実効支配地域（赤色）。

赤い地域がドネツク人民共和国（DNR）とルガンスク人民共和国（LNR）支配地域

2014年4月7日、親ロシア派のデモ隊がドネツィク州議会を占領し、「人民ソビエト」と呼ばれる会議を行った。その後、「ドネツク人民共和国」建国を宣言した。ウクライナ政府は厳しく批判した。
同年5月16日、アレクサンドル・ボロダイが首相に就任。7月18日にはデニス・プシーリン最高会議幹部会議長が「別の仕事に就く」ことを理由に辞任を表明している。
同年5月24日、ルガンスク人民共和国と共に連邦国家「ノヴォロシア人民共和国連邦」の結成を宣言するも、2015年5月20日に凍結が発表された。
2017年7月18日、ドネツク人民共和国首相のアレクサンドル・ザハルチェンコは、クリミアを除くウクライナ全域を対象とする新国家「マロロシア（小ロシア）」（Малороссия）を樹立する意向を示した。同18日、ロシアのペスコフ大統領報道官は「ザバルチェンコ氏が個人的に主導した」と述べ、ロシア政府の関与を否定した。

### 首長暗殺
2018年8月31日午後5時ごろ（現地時間）、ドネツク中心部のプーシキン通りにあるカフェで爆発が発生し、当時首長と首相を兼任していたザハルチェンコと護衛の2人が搬送先の病院で死亡、閣僚を含む複数人が負傷した。ザハルチェンコらは前日の30日に亡くなったロシア人歌手イオシフ・コブゾンを悼むために集まっていたという。人民共和国の治安当局はこの爆発をテロ攻撃と断定し、複数のウクライナ人工作員を拘束したと発表した。ロシア外務省の報道官マリア・ザハロワはウクライナ政府の関与が強く推認されると主張した。一方、ウクライナ当局は関与を強く否定し、人民共和国の内部抗争との見方を示した。首長の暗殺を受けて緊急会議が開かれ、人民共和国憲法62条の規定に則って副首相ドミトリー・トラペズニコフが暫定首長と暫定首相を兼任することとなった。9月7日、暫定的にデニス・プシーリンが後継に据えられ、選挙を経て11月20日に正式に首長に就任している。

### ロシア・ウクライナ危機(2021-)
2022年2月18日、ドネツク人民共和国幹部のデニス・プシリンは、「この1か月でウクライナ軍部隊の数が急増している。狙いは平和な住民、子供たちだ」と演説で発言し、ロシア南部ロストフ州へ避難するように言った。「まもなく（ウクライナの）ゼレンスキー大統領が全軍に総攻撃を命じる」とも発言した。19日、ドネツク人民共和国は、徴兵を志願したとの記録がある市民を対象に、総動員令を発令すると発表した。24日、ロシアのウラジーミル・プーチン大統領の命令により、ロシア軍によるウクライナへの全面侵攻が開始された。
2022年9月23日から27日にかけてドネツク人民共和国などロシア占領地域においてロシアへの併合を問う住民投票が執行された。その結果、いずれの地域でも賛成が9割を超える圧倒的多数で併合が承認されたとする結果が発表され、9月30日にロシアのプーチン大統領が併合を宣言、即座に編入条約に調印し、10月4日にロシア上下院が条約を批准した上、翌5日に併合に必要な法案にプーチン大統領が署名し成立。以降はドネツク人民共和国 (ロシア連邦)を参照。

## 地理
2014年時点の支配地域の面積は推定8,539km2で、ドネツク州総面積26,517km2のおよそ3割程度となっている。
ルガンスク人民共和国を合わせて四国ほどの広さである。

## 政治
三権分立の共和制国家を自称する。
国家元首は首長（ロシア語: Глава）と呼ばれる。立法府のドネツク人民共和国人民評議会は一院制で、定員は100名。

## 外交
ほぼ全ての国際連合加盟国から国家承認をされていないが、同じ立場でもあるルガンスク人民共和国とは相互承認し、一時期連邦国家の構想が持ち上がった。また、国連加盟国のごく一部から国家承認を受けた南オセチア共和国が2014年6月27日に、アブハジア共和国が2022年2月26日にそれぞれ国家承認を行っている。
ドネツクとルガンスクが独立を宣言した当初、ロシア連邦は両人民共和国の国家承認を行わなかったものの、2017年2月18日にウラジーミル・プーチン大統領がドネツクとルガンスク発行のパスポートを有効と認める大統領令に署名している。2022年1月にはロシア共産党がドネツクをルガンスクとともに国家承認すべきとの法的拘束力の無い決議を下院に提出し、同年2月15日に賛成多数で可決された。2022年2月21日、プーチン大統領はドネツク人民共和国とルガンスク人民共和国の独立を承認する大統領令に署名し、直後にドネツクとルガンスクのトップ2人と共に、両共和国とロシアとの友好相互援助条約に調印した。一方でウクライナ政府はテロ組織に指定している。
南オセチア共和国は要請を受けたルガンスク人民共和国を6月18日に国家承認し、これをみたドネツク政府は6月21日に南オセチアへ公式の要請を行い、6月27日に南オセチアから国家承認された。またドネツク政府は南オセチアとアブハジアの支援に感謝を示し、2015年5月12日に両国の独立を承認した。

### 国家承認している国連加盟国
- ロシア（2022年2月21日[54]）
- シリア（2022年6月29日[55]）
- 北朝鮮（2022年7月13日[56]）

### ロシアの国家承認を支持した国連加盟国
- ニカラグア[55]
- ベネズエラ[57]

### 国家承認している事実上独立した地域
- ルガンスク人民共和国（2014年5月11日承認[要出典]、外交関係樹立）
- 南オセチア共和国（2014年6月27日承認[47]、2015年5月12日外交関係樹立）
- アブハジア共和国（2022年2月26日承認[48]）

## 軍事
元ロシア連邦軍参謀本部情報総局あるいはロシア連邦保安庁出身で、ボスニア紛争やクリミア紛争などでの戦闘経験が豊富なイーゴリ・ギルキンが2014年5月～8月に「国防相」を務めた。ギルキンは離任後、ドネツク人民共和国の運営や軍事活動にロシア政府が関与していることを証言した。ウクライナ政府軍との戦闘における死者には、多くのチェチェン共和国出身者が含まれており、ロシア製の武器の供給を受けながら、義勇兵としてロストフ州から越境して来るものと見られている

## 交通
支配地域にはドネツィク国際空港があるが、戦闘により使用不能である。鉄道路線はウクライナ鉄道から切り離されて、ルガンスク人民共和国との間で運行されている。また、ウクライナやロシアと結ぶバス路線も運行されている。2017年時点でウクライナ政府支配下からの外国人の入境はできず、特別通行許可書を携行する報道関係者等を例外とする。ウクライナ政府支配地域との間にもバス路線が運行され越境は可能ではあるが、キエフ発ドネツク人民共和国行へのバス便には、境界線付近で戦闘に巻き込まれる可能性のほか治安問題から行先は表示されていない。

## 経済
通貨はロシア・ルーブルを採用し、ドネツク人民共和国中央銀行が貨幣・財政を管轄する。石炭の輸出は重要な産業となっており、分離以降もウクライナ政府支配地域への輸出も鉄道貨物を通じて盛んである。域内の郵便は2014年に創設されたドンバス郵便が担っている。

## 住民
2020年9月1日時点の総人口は225万3560人で、ドネツク州全体の半数程度を占めた。民族はロシア民族とウクライナ民族が大半であるが、ベラルーシ人、アルメニア人もいる。宗教はロシア正教会となっている。
建国当時の公用語はロシア語とウクライナ語であったが、2020年3月6日の憲法改正でロシア語へ一本化された。

### 教育
ウクライナ政府管轄下ではウクライナ語が唯一の教授言語であったが、ドネツク人民共和国ではロシア語が教授言語である。